# Let's Get Excited
"Let's Get Excited" je treći (drugi u Brazilu, te većini europskih zemalja) singl britanske kantautorice Aleshe Dixon objavljen s njenog drugog studijskog albuma The Alesha Show pod diskografskom kućom Asylum Records 11. svibnja 2009.

## O pjesmi

### Promocija
Alesha je pjesmu izvela na sljedećim događajima:
- The Nokia Green Room - 19. prosinca 2008.
- The Feelgood Factor - 23. veljače 2009.
- Let's Dance for Comic Relief - 14. ožujka 2009.[1]
- The Paul O'Grady Show - 5. svibnja 2009.
- Tonight's the Night - 9. svibnja 2009.
- Radio 1's Big Weekend - 10. svibnja 2009.
- Guinness World Records Smashed - 10. svibnja 2009.
- Loose Women - 14. svibnja 2009.

## Popis pjesama

### Britanski digitalni download
1. Let's Get Excited (radijska verzija)

### Britanski CD singl
1. Let's Get Excited[4]
2. Let's Get Excited (remiks RedZonea)

### Britanski maksi singl
1. Let's Get Excited
2. Let's Get Excited (remiks Redzonea)
3. Let's Get Excited (Glam As You mix Guena LGa)
4. Let's Get Excited (Glam As You Dub Mix Guena LGa)
5. Let's Get Excited (remiks Blamea)

## Videospot
Spot je sniman tri dana počevši 26. ožujka 2009., a premijera je bila na njenoj službenoj web stranici 7. travnja 2009. Mjesto radnje spota je istočno-londonski klub u kojem Alesha okružena mnoštvom plesača pleše. Tim je spotom oborila Guinnessov rekord u broju plesača u jednom spotu.

## Top ljestvice
| Ljestvice (2009.) | Pozicija |
| ----------------- | -------- |
| Finska            | 14       |
| Irska             | 36       |
| UK                | 13       |